# Adolphe Pinard
Adolphe Pinard (Méry-sur-Seine, 4 de febrero de 1844 en ; † 1 de marzo de 1934) fue un obstetra francés.

## Vida y obra
Pinard era hijo de un granjero, aprendió con un farmacéutico, estudió medicina en París y se doctoró en 1874 en la Sorbona con la tesis "Nouvelles recherches de pelvimétrie et de pelvigraphie, sur la forme et les diamètres antéro-postérieurs de 100 bassins viciés représentés de grandeur naturelle" (Nuevas investigaciones de pelvimetría y pelvigrafía, sobre la forma y diámetros antero-posteriores de 100 pelvis viciadas representadas a tamaño natural). Trabajó en París, donde fue asistente de Étienne Stéphane Tarnier (1828-1897), luego profesor de obstetricia. Es considerado el padre de la medicina perinatal moderna y del movimiento de "Puericultura" (cuidado de lactantes) y fue presidente de la Sociedad Francesa de Eugenesia.
Adolphe Pinard estableció procedimientos obstétricos de palpación y la llamada maniobra de Pinard para el parto en presentación de nalgas. Alrededor de 1892/1893, Pinard y Paul Zweifel reintrodujeron la simpisiotomía en obstetricia.En 1895, desarrolló un estetoscopio de madera para escuchar (auscultar) los latidos cardíacos fetales, que todavía se utiliza en obstetricia hoy en día.
Junto con el obstetra y radiólogo Henri Victor Varnier, estableció uno de los primeros institutos de radiología en la Clínica Baudelocque.
Como diputado (1919-1928), presentó un proyecto de ley en noviembre de 1926 que exigía un certificado de ausencia de enfermedades transmisibles antes del matrimonio.
Pinard fue un gran defensor de la lactancia materna ("La leche materna pertenece al niño") y condenó el uso del chupete ("Recuerden que al intentar calmar a los bebés, a menudo les hacen mucho más daño que bien").
En honor a Adolphe Pinard, se nombró una clínica obstétrica en el Centro Hospitalario de la Universidad de Nancy un bulevar en París en su honor.

## Escritos
- Tratado del palpar abdominal, desde el punto de vista obstétrico, y de la versión por maniobras externas. H. Lauwereyns, París, 1878.
- Con Victor Wallich: Tratamiento de la infección puerperal. G. Steinheil, París, 1896.
- Clínica obstétrica. Steinheil, París, 1899.
- La puericultura en la primera infancia. Alimentación, vestimenta, higiene. Colin, París, 1904.
- Con Henri Méry: La enseñanza de la puericultura. Imprenta Nacional, París, 1912.

## Literatura
- Anne Carol: Historia del eugenismo en Francia. Los médicos y la procreación. Siglos XIX-XX. Seuil, París, 1995, ISBN 2-02-021568-3.
- Anne Cova: Maternidad y derechos de las mujeres en Francia. Siglos XIX-XX. Anthropos, París, 1997, ISBN 2-7178-3261-0.
- P. M. Dunn: Adolphe Pinard (1844–1934) de París y la atención pediátrica intrauterina. En: Archives of Disease in Childhood. Fetal & Neonatal. 91, 2006, ISSN 1359-2998, F231–F232, doi:10.1136/adc.2005.074518.
- A. Fruhinsholz: Adolphe Pinard, pediatra francés, 1844–1934. En: Médecine de France. 21, 1951, ISSN 0025-6706, p. 3–9.
- P. Herschkorn: Adolphe Pinard y el niño por nacer. La invención de la medicina fetal. (Simposio 100 años de puericultura). En: Devenir. 8, 3, 1996, ISSN 1015-8154, p. 77–87.
- Nadine Lefaucheur: La puericultura de Adolphe Pinard, un camino francés hacia el eugenismo. En: Ginette Raimbault, Michel Manciaux (Eds.): Infancia amenazada. Ediciones del INSERM, París, 1992, ISBN 2-85598-500-5, p. 19–43 (también en: Patrick Tort (Ed.): Darwinismo y sociedad. Presses universitaires de France, París, 1992, ISBN 2-13-044774-0, p. 413–435).
- Louis Portes: Elogio del profesor Adolphe Pinard (1844–1934). Pronunciado en la Clínica Baudelocque el 12 de noviembre de 1943. Masson, París, 1943.
- Barbara I. Tshisuaka: Pinard, Adolphe. En: Werner E. Gerabek, Bernhard D. Haage, Gundolf Keil, Wolfgang Wegner (Eds.): Enciclopedia de la historia de la medicina. De Gruyter, Berlín / Nueva York, 2005, ISBN 3-11-015714-4, p. 1163.